# زيزفورة فيشدسفيانية
زيزفورة فيشدسفيانية (الاسم العلمي:Ziziphora vichodceviana) هي نوع غير مؤكد من النباتات يتبع جنس الزيزفورة من الفصيلة الشفوية.